# Beware (The Funk Is Everywhere)
Beware (The Funk Is Everywhere) è il secondo album in studio di Afrika Bambaataa pubblicato nel 1986.
Questa pubblicazione contiene "Bambaataa's Theme", una traccia basata sul tema del film Distretto 13 - Le brigate della morte di John Carpenter, ed almeno un paio di momenti "rock", ovvero la cover del brano Kick Out the Jams degli MC5 e Rock America.

## Tracce
Tutte le tracce sono state composte da Afrika Bambaataa e i Family, eccetto dove indicato.
1. Bambaataa's Theme (Assault On Precinct 13) – 5:05 (John Carpenter)
2. Tension – 5:19
3. Rock America – 5:54
4. Kick Out The Jams (Bonus Beats) – 6:18 (MC5)
5. Funk Jam Party (Instrumental) – 5:47
6. Funk You – 6:50
7. Bionic Kats – 4:37
8. What Time Is It – 5:58
9. Beware (The Funk Is Everywhere) – 0:21

## Formazione
- Afrika Bambaataa - compositore e cantante
- Eric Calvi - produttore
- Gavin Christopher - produttore
- Michael Davis - compositore
- Michael Jonzun - produttore
- Wayne Kramer - compositore
- Bill Laswell - produttore
- Keith LeBlanc - produttore
- Monica Lynch -copertina
- Skip McDonald - produzione
- Steven Miglio - design e illustrazioni
- Fred "Sonic" Smith - compositore
- Dennis Thompson - compositore
- Rob Tyner - compositore
- Doug Wimbish - produttore